# Nornenweg 2d (Riemerling)

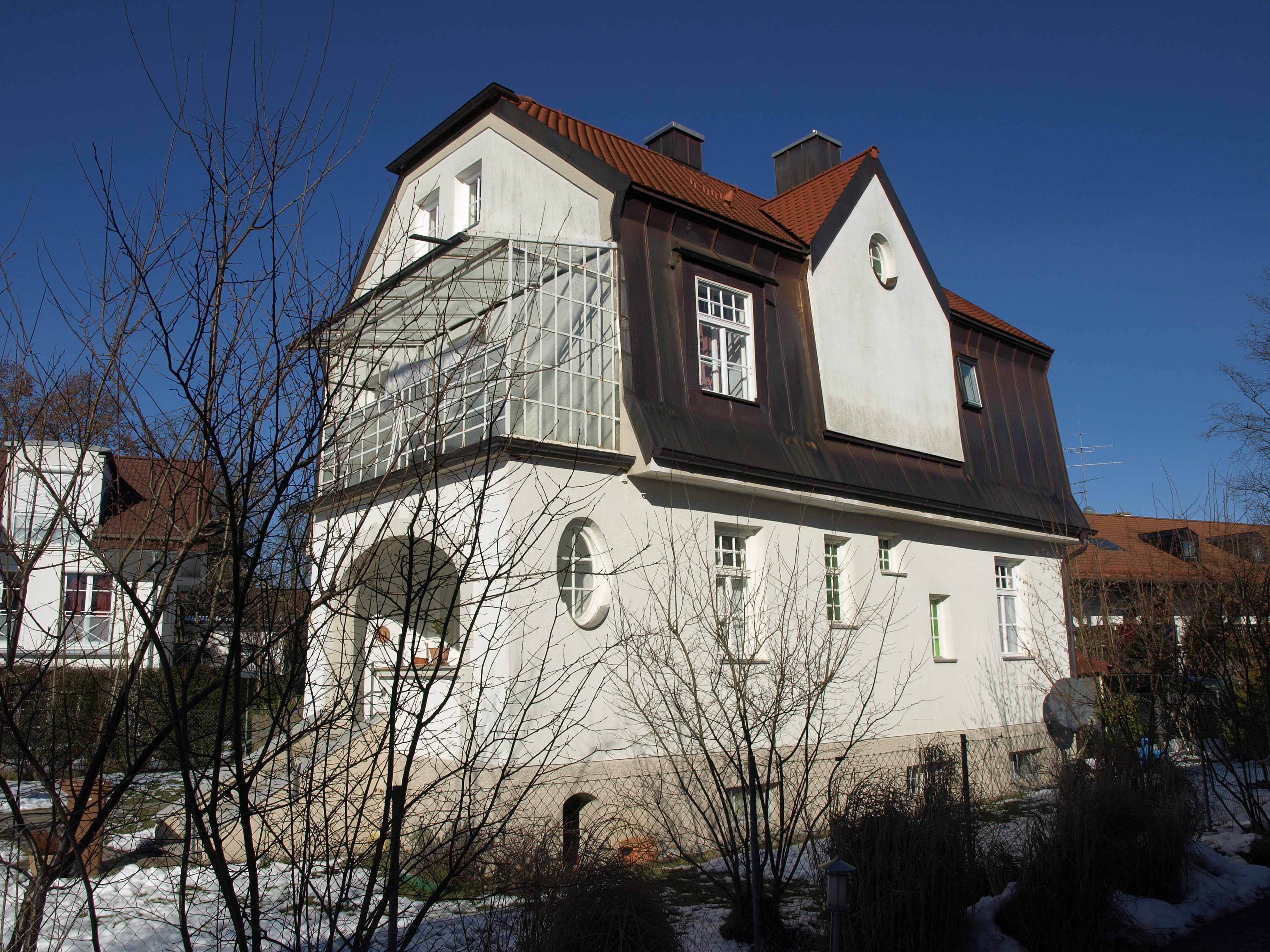
Villa Wolf-Ferrari, Ansicht von Süden

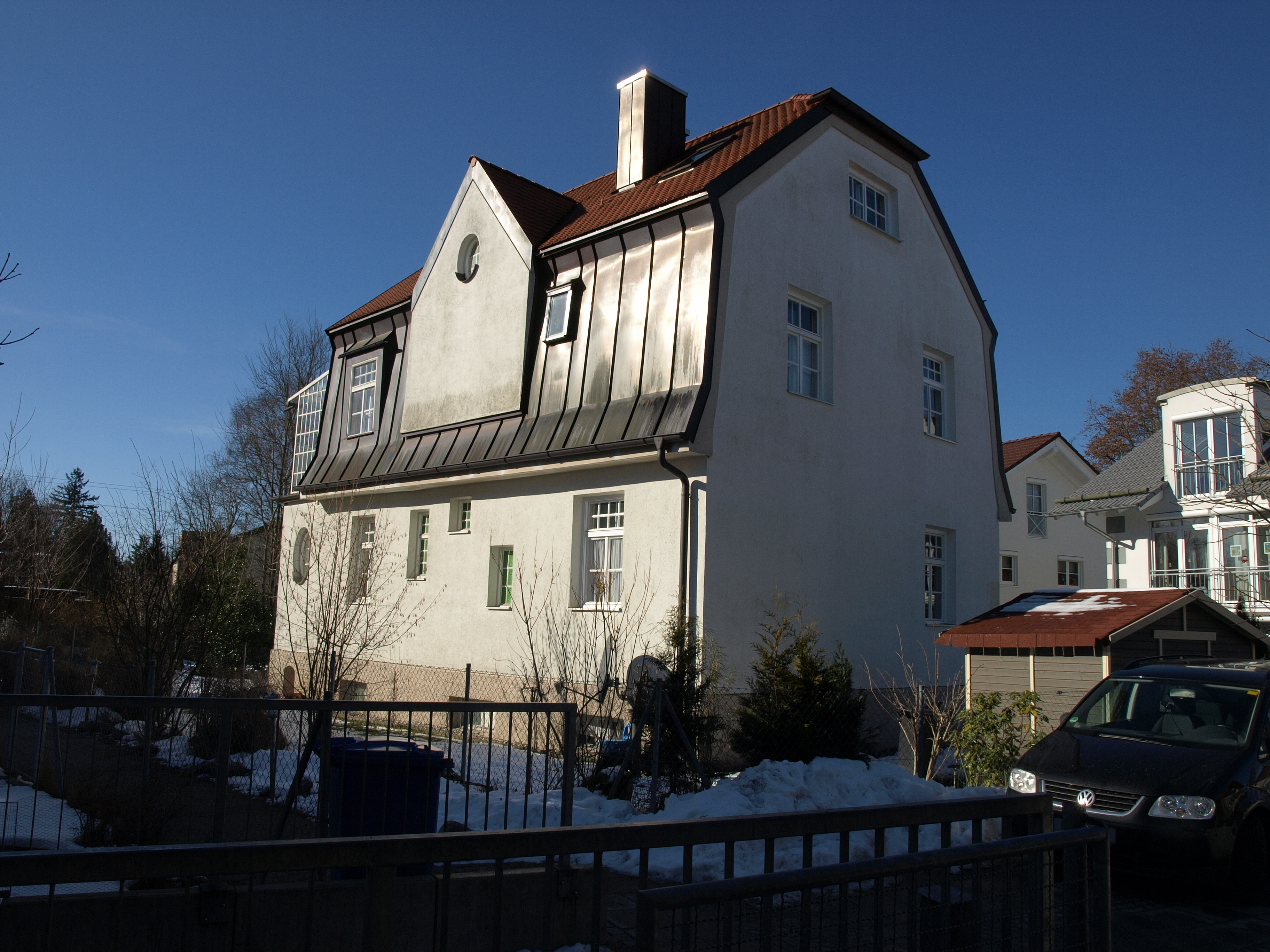
Villa Wolf-Ferrari, Ansicht von Osten

Das Haus Nornenweg 2d  in Riemerling, einem Ortsteil der oberbayerischen Gemeinde Hohenbrunn im Landkreis München, ist eine Villa. Sie ist auch unter dem Namen Villa Wolf-Ferrari bekannt. Das Bauwerk ist als Baudenkmal in die Bayerische Denkmalliste eingetragen.

## Lage
Die Villa liegt im Norden Riemerlings nahe der Grenze zu Ottobrunn am Ende einer Stichstraße. Sie erstreckt sich in Richtung Südwest-Nordost. Westlich der Villa verläuft die Bahnstrecke München-Giesing–Kreuzstraße.

## Geschichte
Die Villa wurde zu Beginn des 20. Jahrhunderts errichtet. Von 1915 bis zu seinem Umzug nach Ottobrunn 1926 lebte hier der Komponist Ermanno Wolf-Ferrari (1876–1948), ein Sohn des Malers August Wolf.

## Architektur
Die Villa ist ein eingeschossiger Bau im Heimatstil mit einem Grundriss von etwa 10 × 8 Metern und einem Mansarddach. Auf der südwestlichen Schmalseite ist ihm rechtsbündig ein Eingangsvorbau mit Freitreppe vorgelagert, der im Giebelgeschoss eine überdachte Terrasse aufweist. Die südöstliche Längsseite hat mittig ein Zwerchhaus.